# Kiefferulus inciderus
Kiefferulus inciderus är en tvåvingeart som beskrevs av Chattopadhyay och Chaudhuri 1991. Kiefferulus inciderus ingår i släktet Kiefferulus och familjen fjädermyggor.
Artens utbredningsområde är West Bengal (Indien). Inga underarter finns listade i Catalogue of Life.